# Dōshō
Dōshō (jap. 道昭; ur. 629, zm. 700) – japoński mnich buddyjski. 
W 653 r. udał się do Chin, aby studiować u słynnego buddyjskiego uczonego i nauczyciela jogaczary (skt. yogācāra, chin. faxiang), Xuanzanga (600-664), który polecił jego uwadze południową szkołę chan.
Dōshō praktykował medytację u mistrza Songyue Hui’ana (580–707), ucznia Czwartego Patriarchy Dayi Daoxina (579–651). Poznał także osobiście Daoxina.
Po powrocie nauczał Dharmy szkoły faxiang i tym samym jest uważany za założyciela jej japońskiego odpowiednika hossō. Był mnichem w klasztorze Gangō w Narze, w którym rozpoczął także nauczanie medytacji chan (jap. zen). Japończycy jeszcze nie byli wówczas gotowi do przyjęcia chanu i Dōshō nie stworzył żadnej linii przekazu Dharmy.
Stał się także słynny z działalności w sprawach praktycznych, życiowych. Kopał studnie, budował mosty, organizował przeprawy promowe na rzekach. Pod koniec życia powrócił do praktyki zen. 
Zmarł w pozycji medytacyjnej. Jego ciało zostało poddane kremacji – pierwszy zapisany przypadek w Japonii.
Jest uważany za pierwszego, wybitnego mnicha buddyjskiego w dziejach Japonii.